# آمالیا مخیتاریان
آمالیا خوتسینی مخیتاریان (ارمنی: Ամալյա Խուցիևի Մխիթարյան؛ انگلیسی: Amalya Mkhitaryan؛ ۲۴ مارس ۱۹۱۲ – ۲۶ سپتامبر ۱۹۸۷) یک بازیگر اهل ارمنستان بود. وی بین سال‌های - تا - میلادی فعالیت می‌کرد.

## زندگی‌نامه
وی در ۲۴ مارس ۱۹۱۲ در ایروان به دنیا آمد . وی در تئاتر عروسکی هوهانس تومانیان ایروان (۱۹۳۶–۱۹۶۷) فعالیت می‌کرد. وی همچنین برندهٔ جوایزی همچون هنرمند شایسته ارمنستان شوروی (۱۹۶۵) شده است. وی در ۲۶ سپتامبر ۱۹۸۷ در سن ۷۵ سالگی در ایروان درگذشت.